# Mistrzostwa Polski w Ratownictwie Wodnym (1982)
XIV Mistrzostwa Polski w Ratownictwie Wodnym – mistrzostwa Polski w ratownictwie wodnym, które odbyły się w dniach 26-27 czerwca 1982 w Poznaniu.

## Informacje ogólne
Zawody zostały poprzedzone eliminacjami strefowymi, które odbyły się w Warszawie, Łodzi, Oświęcimiu i Szczecinie. Do finałów zakwalifikowali się ratownicy i ratowniczki, którzy uzyskali minima określone w tabelach wielobojowych FIS: dla kobiet było to 400 punktów, a dla mężczyzn 450 punktów. Spełniło je 21 ratowniczek i 33 ratowników, którzy uzyskali prawo startu w zawodach.
Komitetem organizacyjnym kierował Mirosław Tatarkiewicz (impreza organizowana była przez działaczy poznańskiego WOPR), a ocena jej organizacji była bardzo dobra. Areną zawodów była pływalnia WOSiR (tzw. Chwiałka, pierwszy dzień: konkurencje pływackie) i jezioro Rusałka (drugi dzień: wiosłowanie, rzut kołem).

## Wyniki
Mistrzynią Polski w klasyfikacji generalnej została Ewa Swoboda (Katowice, 671,6 pkt), a mistrzem Polski - Mirosław Baran (Katowice, 688,1 pkt). Tytuł zespołowego mistrza Polski zdobyła reprezentacja województwa katowickiego (3768,8 pkt), przed województwem poznańskim (3069,5 pkt) oraz szczecińskim (2789,4 pkt). Szczegółowe wyniki przedstawiały się następująco:

### Holowanie manekina na dystansie 50 m

#### Kobiety
| Miejsce | Osoba              | Miasto   | Wynik  |
| ------- | ------------------ | -------- | ------ |
| 1.      | Katarzyna Jamrozik | Katowice | 0.49,9 |
| 2.      | Anna Studzińska    | Opole    | 0.50,2 |
| 3.      | Małgorzata Dejneka | Wrocław  | 0.50,4 |

#### Mężczyźni
| Miejsce | Osoba              | Miasto   | Wynik  |
| ------- | ------------------ | -------- | ------ |
| 1.      | Wiesław Zagórski   | Katowice | 0.40,7 |
| 2.      | Paweł Kijanowski   | Poznań   | 0.41,0 |
| 3.      | Andrzej Ciesielski | Katowice | 0.41,4 |

### Pływanie na dystansie 200 m z przeszkodami

#### Kobiety
| Miejsce | Osoba               | Miasto   | Wynik  |
| ------- | ------------------- | -------- | ------ |
| 1.      | Ewa Swoboda         | Katowice | 2.31,0 |
| 2.      | Barbara Simachowicz | Poznań   | 2.37,4 |
| 3.      | Dorota Brzozowska   | Szczecin | 2.38,4 |

#### Mężczyźni
| Miejsce | Osoba            | Miasto   | Wynik  |
| ------- | ---------------- | -------- | ------ |
| 1.      | Marek Andrys     | Szczecin | 2.14,7 |
| 2.      | Janusz Kaczmarek | Wrocław  | 2.18,1 |
| 3.      | Leszek Potoczny  | Opole    | 2.19,2 |

### Wiosłowanie na dystansie 150 m

#### Kobiety
| Miejsce | Osoba              | Miasto    | Wynik  |
| ------- | ------------------ | --------- | ------ |
| 1.      | Małgorzata Dejneka | Wrocław   | 2.00,2 |
| 2.      | Jolanta Haratym    | Bydgoszcz | 2.00,6 |
| 3.      | Ewa Swobodna       | Katowice  | 2.03,2 |

#### Mężczyźni
| Miejsce | Osoba              | Miasto   | Wynik  |
| ------- | ------------------ | -------- | ------ |
| 1.      | Jacek Krawczyk     | Warszawa | 1.41,6 |
| 2.      | Andrzej Ciesielski | Katowice | 1.47,0 |
| 3.      | Mirosław Baran     | Katowice | 1.47,4 |

### Rzut kołem ratunkowym

#### Kobiety
| Miejsce | Osoba               | Miasto   | Wynik   |
| ------- | ------------------- | -------- | ------- |
| 1.      | Katarzyna Jamrozik  | Katowice | 16,00 m |
| 2.      | Małgorzata Dejneka  | Wrocław  | 15,70 m |
| 3.      | Barbara Simachowicz | Poznań   | 15,20 m |

#### Mężczyźni
| Miejsce | Osoba             | Miasto  | Wynik   |
| ------- | ----------------- | ------- | ------- |
| 1.      | Paweł Kijanowski  | Poznań  | 21,60 m |
| 2.      | Adam Stankiewicz  | Wrocław | 21,40 m |
| 3.      | Marek Hanaczewski | Legnica | 21,00 m |

### Klasyfikacja generalna

#### Kobiety
| Miejsce | Osoba                         | Wynik     |
| ------- | ----------------------------- | --------- |
| 1.      | Ewa Swoboda (Katowice)        | 671,6 pkt |
| 2.      | Małgorzata Dejneka (Wrocław)  | 645,7 pkt |
| 3.      | Katarzyna Jamrozik (Katowice) | 616,0 pkt |

#### Mężczyźni
| Miejsce | Osoba                     | Wynik     |
| ------- | ------------------------- | --------- |
| 1.      | Mirosław Baran (Katowice) | 688,1 pkt |
| 2.      | Paweł Kijanowski (Poznań) | 685,0 pkt |
| 3.      | Jacek Krawczyk (Warszawa) | 682,2 pkt |